# Адміністративний устрій Охтирського району
Адміністративний устрій Охтирського району — адміністративно-територіальний поділ Охтирського району Сумської області на 3 сільські громади, 1 селищну громаду та 3 сільські ради, які об'єднують 92 населені пункти та підпорядковані Охтирській районній раді. Адміністративний центр — місто Охтирка, що є містом обласного значення та до складу району не входить.

## Список громадОхтирського району
- Грунська сільська громада
- Комишанська сільська громада
- Чернеччинська сільська громада
- Чупахівська селищна громада

## Список радОхтирського району
| № | Назва                         | Центр             | Населені пункти                                                          | Площа км² | Місце за площею | Населення (2001), чол. | Місце за населенням |
| - | ----------------------------- | ----------------- | ------------------------------------------------------------------------ | --------- | --------------- | ---------------------- | ------------------- |
| 1 | Довжицька сільська рада       | c. Довжик         | c. Довжик c. Буро-Рубанівка                                              |           |                 |                        |                     |
| 2 | Олешнянська сільська рада     | c. Олешня         | c. Олешня c. Горяйстівка c. Комарівка c. Лисе c. Нове c. Пасіки c. Садки |           |                 |                        |                     |
| 3 | Староіванівська сільська рада | c. Стара Іванівка | c. Стара Іванівка c. Будне c. Климентове c. Піски c. Поділ c. Сосонка    |           |                 |                        |                     |

* Примітки: м. — місто, с-ще — селище, смт — селище міського типу, с. — село